# Línea de Braga a Chaves
La Línea de Braga a Chaves estaba previsto que fuera un ferrocarril que uniese la ciudad de Braga a la ciudad de Chaves, en Portugal. En las varias propuestas de la línea también surgió con otras designaciones, tales como Línea del Alto Cávado, Línea del Gerês, Línea del Cávado-Barroso
La línea de Braga a Chaves era una de las líneas propuestas en el proyecto ferroviario bracarense. No obstante, al contrario que la Línea del Alto Miño y de la línea de Braga a Guimarães, esta nunca recibió el apoyo del gobierno portugués. Por muchos fue vista como una línea paralela a la línea del Támega/línea de Guimarães en la conexión de Chaves al litoral.
Las informaciones relativas a esta línea son escasas, encontrándose registros en la Gaceta de los Ferrocarriles y en la comunicación social de Braga y Chaves. De aquí son conocidas tres propuestas. La primera proponía prolongar el Ramal de Braga, en ancho ibérico, hasta Chaves. En esta propuesta estaba también propuesto un Ramal en Vilar de Perdizes que conectaría con España, más concretamente a la Línea de Coruña a Zamora. Su trazado hasta Montalegre era paralelo al Río Cávado. La segunda propuesta proponía un trayecto semejante, pero en Frailes, Vieira do Miño, proseguiría paralelo al río Rabagão, no habría conexión internacional, unía también Boticas y sería en ancho métrico. La última propuesta, en ancho métrico, terminaría en Montalegre.
Si esta línea hubiese sido construida tendría la Cumbre ferroviaria de Portugal más alta (980 m), en Meixedo, Montalegre.